# El amor invencible
El amor invencible es una telenovela mexicana producida por Juan Osorio para TelevisaUnivision, en el 2023. La telenovela es una versión de la historia portuguesa de 2014 creada por Inês Gomes, Mar Salgado, siendo adaptado por Pablo Ferrer García-Travesí y Santiago Pineda Aliseda. Se estrenó a través de Las Estrellas el 20 de febrero de 2023 en sustitución de Cabo, y finalizó el 9 de junio del mismo año siendo reemplazado por Tierra de esperanza.
Esta protagonizada por Angelique Boyer, Danilo Carrera y Daniel Elbittar, junto con Guillermo García Cantú, Marlene Favela y Víctor González en los roles antagónicos. Acompañados por Gabriela Platas, Alejandra Ambrosi, Juan Soler, Leticia Calderón, Luz María Jerez y Arcelia Ramírez.

## Trama
Hace quince años, en un pequeño pueblo de la costa del Pacífico mexicano, una joven pescadora llamada Marena Ramos (Dalexa Meneses) sufre un percance a manos de Gael Torrenegro (Daney Mendoza), heredero de una de las cervecerías más importantes de México. Temiendo la ira de su padre, Ramsés Torrenegro (Guillermo García Cantú), Gael paga la rehabilitación de Marena con un terapeuta local llamado Adrián Hernández (Mikel Mateos), la cual, se produce una intensa atracción entre Marena y Gael y al mismo tiempo Adrián se enamora de Marena.
Un triángulo sincero se desarrolla rápidamente entre ellos, pero Marena solo se mantiene en contacto con Gael y finalmente queda embarazada de mellizos. Gael le exige un aborto a Marena, después de que su padre se enterará de su relación con la joven, sin embargo, Marena decide continuar con su embarazo y recibe un apoyo incalculable de Consuelo Domínguez (Arcelia Ramírez), una médica local. Marena y Adrián se topan con una red de tráfico de mujeres orquestada por Ramsés Torrenegro y Marena lo denuncia ante las autoridades, con el efecto devastador de que toda su familia muere y ella queda gravemente herida. Gael se une y le ruega a su padre que salve a los niños, por lo que Ramsés decide tomar a la bebé y prenderle fuego en el hospital para silenciar a los testigos. Adrián salva al niño y cuando vuelve a buscar a Marena, cree que está muerta.
Quince años después, Marena ha forjado una identidad completamente nueva: Leona Bravo (Angelique Boyer), en su corazón y mente, busca justicia para que todos los que causaron su tragedia paguen. Sin embargo, Adrián Hernández también se cambia la identidad y ahora se llama David Alejo (Danilo Carrera), un terapeuta del centro de rehabilitación infantil que también quiere vengarse del núcleo de la familia Torrenegro por asesinar al amor de su vida. Su familia lo sigue, incluido Benjamín (Emiliano González), el niño que rescató, a quien su hermana Jacinta (Alejandra Ambrosi) adoptó y crio como propio. El destino se cruza nuevamente con Leona y David en un barrio de la Ciudad de México.
David decide revelarle a Leona que sus hijos sobrevivieron al incendio, pero no le dice que Benjamín es su hijo, Leona y David deciden infiltrarse en la vida de los Torrenegro. Leona se verá atrapada en un debate constante entre adónde van sus hijos y su proyecto de justicia. El amor entre Leona y David crecerá, pero habrá feroces rivalidades entre ellos, Leona descubre que David le mintió sobre Benjamin, se sentirá traicionada y decidirá casarse con Gael (Daniel Elbittar) con el firme objetivo de completar el proyecto de justicia que inició. Así, Leona obtiene el poder de disolver el núcleo de la familia Torrenegro.
En un viaje de justicia y romance, Leona Bravo y David Alejo irán descubriendo poco a poco que nadie detendrá El amor invencible que comparten ellos dos.

## Reparto
Una lista del reparto confirmado se publicó el 10 de noviembre de 2022.

### Principales
- Angelique Boyer como Marena Ramos / Leona Bravo[9]
  - Dalexa Meneses interpretó a Marena de joven
- Danilo Carrera como Adrián Hernández / David Alejo[9]
  - Mikel Mateos interpretó a Adrián de joven
- Leticia Calderón como Josefa Aizpuru de Torrenegro[9]
- Daniel Elbittar como Gael Torrenegro Aizpuru
  - Daney Mendoza interpretó a Gael de joven
- Marlene Favela como Columba Villarreal de Torrenegro[9]
- Guillermo García Cantú como Ramsés Torrenegro Mansour[9]
- Arcelia Ramírez como Consuelo Domínguez de Gómez[9]
- Gabriela Platas como Camila Torrenegro Aizpuru de Peralta[9]
- Alejandra Ambrosi como Jacinta Hernández[9]
- Víctor González como Calixto Peralta[9]
- Luz María Jerez como Clara Hernández
- Isabella Tena como Ana Julia Peralta Torrenegro / Ana Julia Torrenegro Ramos[9]
- Emiliano González como Benjamín García Hernández / Benjamín Torrenegro Ramos[9]
- Ana Tena como Dolores «Lola» García Hernández[9]
- Karla Gaytán como Itzel Gómez Domínguez[2][9]
- Lukas Urkijo como Teodoro «Teo» Gómez Domínguez[9]
- Abril Michel como Francisca «Kika» Torrenegro Villarreal[9]
- Pedro de Tavira como Matías Torrenegro Aizpuru[10][9]
- Regina Velarde como Flor García Hernández[11][9]
- Cinthia Aparicio como Rita[9]
- José Daniel Figueroa como Jeremías García[10][9]
- Luis Arturo como Romeo Lombardi[9]
- Carlos Orozco Plascencia como Cristóbal Gómez[2][9]
- Sebastián Guevara como Oliver Torrenegro Villarreal[12][9]
- Mía Fabri como Liliana «Lily» Romero Hernández / Liliana «Lily» García Hernández[9]
- Juan Pablo Molina como Danilo Torrenegro[9]
- Juan Soler como Apolo Torrenegro Mansour[9]

### Recurrentes e invitados especiales
- Pablo Perroni como Bernal Ramos
- Ludyvina Velarde como Cleo de Ramos
- Fernanda Valenzuela como Tina
- Emilio Palacios como el chef Alino
- Dan Osorio como el Dr. Orión Bustillo
- Christopher Aguilasocho como Manuel
- Emilio Caballero como Dano
- Magaly Flores como Muchi
- Horacio Beamonte como Narvi[13]
- Deicardi Díaz como Valerio
- Eduardo Barajas como Silvano Romero[14]
- Ignacio Casano como Marco Núñez[15]
- Sergio Basáñez como Orlando Lombardi[16]

## Episodios
| N.º | Título                                   | Fecha de emisión original                                    | Audiencia (millones) |
| --- | ---------------------------------------- | ------------------------------------------------------------ | -------------------- |
| 1 | «El amor a veces duele»                  | 20 de febrero de 2023                                        | 3.9                  |
| Gael pierde el control de su moto acuática y le provoca un terrible accidente a Marena, él le jura que no se va a separar de ella hasta que esté bien y pide la ayuda de una ambulancia. Marena se entera de que necesita de una rehabilitación para volver a caminar. Gael siente un gran amor por Marena, así que le pide que sea su novia, sin embargo, esta noticia le causa un gran dolor a Adrián, ya que él también está enamorado de ella. Marena le confirma a Gael que está embarazada, él la obliga a deshacerse de su bebé ya que teme perder toda su fortuna, Marena al conocer su decisión, prefiere alejarse. Marena se entera de que se convertirá en mamá de mellizos y Adrián le ofrece su ayuda para que no se sienta sola, pero ella está dispuesta a sacar a sus hijos adelante. Gael descubre que su papá es un traficante de mujeres. Marena denuncia a Ramsés y en venganza, él asesina a su familia frente a ella. |                                          |                                                              |                      |
| 2 | «Marena está muerta»                     | 21 de febrero de 2023                                        | 4.0                  |
| Gael trata de impedir que su papá lastime a Marena, pero le dispara. Adrián le practica una cesárea para salvar su vida y la de los bebés, ellos al saber que el niño no respira, deciden abandonarlo y llevarse a la niña. Ramsés provoca que se incendie el hospital donde está siendo atendida Marena. Consuelo le informa a Marena que sus hijos no sobrevivieron, ya que el hospital donde estaba siendo atendida sufrió un ataque, y Adrián se entera de la muerte de Marena. 15 años después, Marena, bajo el nombre de Leona Bravo, está dispuesta a que los Torrenegro reciban lo que merecen. Gael se reencuentra con Ana Julia. Adrián, se entera de que la familia Torrenegro regresó a la Ciudad de México para ampliar sus negocios. Josefa, le deja en claro a Columba que como madre no es la mejor, por lo que pone orden en su familia. Columba encuentra a Gael besándose con la enfermera de Camila, ella le asegura que a pesar de toda su indiferencia no deja de amarlo. Leona se impacta al toparse con David. |                                          |                                                              |                      |
| 3 | «Yo puedo cambiar su vida»               | 22 de febrero de 2023                                        | 3.8                  |
| David, le asegura a Leona que sus ojos le recuerdan a una persona muy especial. Gael enfrenta a su mamá y le revela que para poder cambiar, necesita liberar su pasado. Oliver corre de su habitación a Columba y le deja en claro que no es buena madre. David, le platica a su mamá que ya encontró al amor y sin pensarlo descubre que la mujer que lo impactó, va a vivir en la vecindad. Camila, le asegura a Calixto que es un hipócrita por fingir que la ama, él le hace un comentario hiriente. Leona, al saber que Benjamín tiene la misma edad del hijo que perdió, comienza a llorar, él no duda en abrazarla para consolarla. Gael le reprocha a Columba no ser una madre que cuida a sus hijos. Jacinta se niega a revelarle a Benjamín su verdadero origen. David, le confiesa a su familia que está convencido de que Leona es en realidad Marena, ya que existen muchas coincidencias. Dolores no duda en humillar a su mamá por su trabajo, ella le pone un alto con una cachetada. Ana Julia y Benjamín se conocen. David llega a la casa de los Torrenegro para ayudar a Camila en su rehabilitación y Leona se reencuentra con Gael. |                                          |                                                              |                      |
| 4 | «¡Tus hijos están vivos!»                | 23 de febrero de 2023                                        | 7.7                  |
| Leona le ruega a Gael una entrevista de trabajo. Columba le advierte a Gael que tiene prohibido contratar mujeres como consultoras. Gael acepta una reunión con Leona y queda con ella en su casa. Itzel les cuenta a sus padres que conoció a dos miembros de la familia Torrenegro. Ramsés sorprende a su familia con su llegada. David le muestra a Leona una foto de ellos cuando eran adolescentes, le asegura que no ha dejado de amarla y le roba un beso, ella le pide tiempo. Gael tiene un enfrentamiento con Ramsés. Consuelo le revela a Marena que tuvo que mentirle para salvarle la vida. Ramsés, sintiendo el amor de su nieta Ana Julia, le revela que ella será la única heredera. Adrián le confiesa a Leona que sus hijos están vivos, pero le pide que lo llame David por seguridad. |                                          |                                                              |                      |
| 5 | «Unidos para derrocar el mal»            | 24 de febrero de 2023                                        | 3.9                  |
| David le confiesa a Leona que se fue a trabajar a la casa de Torrenegro para vengar su muerte, ella le confirma que ambos tienen el mismo objetivo, él la besa, pero ella le deja claro que no tiene tiempo para el amor. Lola sube contenido sensual y logra cautivar a Calixto. Leona habla con Kika, pero ella es grosera, Ana Julia saluda a Leona y se fija en su tatuaje, le comparte el significado del mismo. Josefa prohíbe medicar a Oliver y le quita autoridad a Columba como madre. Leona se encuentra con sus hijos al mismo tiempo y los tres tienen una conexión especial. Leona ve que Oliver está en crisis, le da los primeros auxilios y logra estabilizarlo. Gael se entera de que Manuel le dio a Oliver el medicamento con la autorización de Columba. |                                          |                                                              |                      |
| 6 | «Quiero arrancarle la vida»              | 27 de febrero de 2023                                        | 3.8                  |
| Ramsés, amenaza a Columba al saber lo que le hizo a su nieto. Gael, al estar con Leona y David, les comenta que esa historia de ayudar, ya la vivió; Oliver quiere ver a Leona para agradecer que le salvó la vida. Gael, le confiesa a Leona que está interesado en ella, así que le da el puesto como asesora. Gael le pide el divorcio a Columba y Leona se reencuentra con Ramsés, quien le agradece por haber salvado a su nieto. Columba, le asegura Gael que prefiere verlo muerto antes que darle el divorcio. Damián está dispuesto a revelar la verdad y Kika le falta el respeto a Leona. Columba, le advierte a Gael que si ve algún comportamiento extraño con Leona, la va a correr. Leona regresa a la casa de Consuelo y le confiesa que sus mellizos están vivos. Kika, le asegura a Ramsés que su nieta favorita es Ana Julia y a ella, solo la ataca. Leona busca a Jacinta, para hacerle saber que le gustaría conocer más a su familia ahora que sabe que Adrián es David, ella le pide que sea muy discreta, ya que sus hijos no saben del pasado de su hermano.                                                                    |                                          |                                                              |                      |
| 7 | «Un monstruo que se alimenta del miedo»  | 28 de febrero de 2023                                        | 3.6                  |
| Leona está dispuesta a causarle el mayor dolor a Ramsés, como venganza por haber acabado con su familia. Ramsés, somete a Calixto luego de que maltratara a su hija Camila. Leona acepta la invitación de la familia de David. Ana Julia cuestiona a su mamá si ya no está enamorada de su papá, ya que últimamente los ha visto distanciados. Kika, cuestiona a su papá si en verdad la quiere, ya que solo muestra interés por Oliver y Ana Julia. Ramsés sorprende a Leona en su casa y le asegura que ya sabe todo sobre ella, además, nota el nerviosismo de Leona y la intimida, asegurándole que puede vivir un infierno si le niega su lealtad. David enfrenta a Jeremías. Leona, le asegura a David que a lo mejor Ramsés en realidad ya sabe quién es ella, él le pide actuar con cautela. Columba trata de humillar a Leona, pero ella se defiende de sus ataques. |                                          |                                                              |                      |
| 8 | «Va a recibir lo que merece»             | 1 de marzo de 2023                                           | 3.6                  |
| Gael, le dice a Columba que deje de ofender a Leona. Camila le confiesa su secreto a David. Jeremías está dispuesto a revelarle a Ramsés que David es realmente Adrián. Gael, agradece a Benjamín por detener la pelea entre Itzel y Kika, Benjamín le pide que cuide bien a Leona. Leona sabe que el momento perfecto para vengarse de Ramsés es durante su evento. David anima a Camila a retomar su vida, le propone bailar con su silla de ruedas, Camila siente algo especial por él. |                                          |                                                              |                      |
| 9 | «Los errores se pagan»                   | 2 de marzo de 2023                                           | 3.8                  |
| Leona, le propone matrimonio a Ana Julia para conocerse mejor. Oliver se niega a ir a la fiesta de su abuelo y le dice a su madre que solo lo hará si Leona viene a buscarlo. Manuel intenta arruinar la fiesta de Ramsés. Leona, ve que Ana Julia corre peligro y cambia el orden del evento, pero un guardia es quien sale electrocutado por el micrófono que tenía preparado para Ramsés. Jacinta le pide el divorcio a Jeremías. Ramsés, al ver que Leona no estaba atenta a cada detalle del evento, la despide, Gael le pide que le dé otra oportunidad. Gael, le confiesa a Leona que ahora que ella no trabajará con él, la extrañará mucho. Leona, le asegura a Columba que tras su partida se queda sin competencia, Columba la humilla. Ramsés mata a Manuel y le pide a Calixto que se deshaga del cuerpo. |                                          |                                                              |                      |
| 10 | «¡Leona, sálvame!»                       | 3 de marzo de 2023                                           | 4.0                  |
| Gael, le confiesa a Leona que hará todo lo posible para que vuelva a trabajar con él, porque le recuerda a una mujer de su pasado. Leona, le confiesa a David que está confundida por lo que le dijo Gael, él le pide que no crea en sus palabras. Gael se enfrenta a su padre, y le asegura que quiere que Leona vuelva a la empresa. Columba le da a Gael una nota donde Oliver dice que si Leona no regresa, nunca lo volverán a ver. Lola acepta reunirse con el hombre que compra su contenido. Leona recibe una llamada pidiendo una gran cantidad de dinero a cambio de la libertad de Oliver, Gael le ruega a Leona que salve a su hijo. Josefa, pone freno a Columba por sacar el tema de la hija que Gael tuvo con Marena. Leona llega para pagar el rescate de Oliver. |                                          |                                                              |                      |
| 11 | «Bienvenida a la familia, Leona»         | 6 de marzo de 2023                                           | 3.8                  |
| Gael, le agradece a Leona por salvar a Oliver. Calixto se hace pasar por Ramsés y se reúne con Lola. Columba, se molesta al saber que fue Leona quien rescató a su hijo. Columba está segura que Leona planeó el secuestro de Oliver, ya que casualmente ella lo rescató. Calixto, le pide a Lola que se convierta en su amante, y Ramsés acepta que Leona regrese a trabajar como asesora. David cuestiona a Leona si todavía sigue amando a Gael, ella le asegura que lo único que le provoca es odio. Gael interroga a su asesora si existe algo con David y Columba contrarresta la autoridad de Leona en la empresa. Calixto se burla de los celos de Columba, ella le pide que le cumpla como hombre y sabrá recompensarlo. Leona busca ganarse la confianza de Kika, pero ella lo rechaza. Consuelo, recibe los resultados de sus estudios y Ana Julia confirma que su prima consume sustancias nocivas. Camila besa a David y le confiesa que se siente sola. Ana Julia, Benja y Kika sufren un accidente automovilístico. |                                          |                                                              |                      |
| 12 | «¡Ella es mi hija!»                      | 7 de marzo de 2023                                           | 3.9                  |
| Flor llega al lugar del accidente y descubre que Benja está herido, por su parte, David le informa a Leona que Ana Julia y Kika están en el hospital. Leona se ofrece para donarle sangre a Kika, ya que son compatibles, Gael le agradece el acto tan generoso que tiene con su familia y le revela que en el pasado perdió un hijo. Gael, rompe en llanto al ver que Ana Julia y Kika se debaten entre la vida y la muerte, por lo que les pide perdón por no revelarles la verdad. Jacinta está decidida confesarle a Leona que Benjamín es su hijo, David la abraza y le asegura que es la mejor decisión. Itzel, le confiesa a su familia que le gusta Benja, pero tiene miedo a enamorarse. Jacinta está decidida a confesarle la verdad a Leona, pero al estar frente a ella, la abraza. Ramsés reconoce que Leona se convirtió en un ángel para su familia. Ana Julia cae en paro, el médico le informa a Gael que el corazón de la joven dejó de latir un par de segundos, él cree que todo lo que están viviendo es un castigo por el daño que han ocasionado y Benja no reconoce a Leona.                                                      |                                          |                                                              |                      |
| 13 | «Siento que el amor volvió a mi vida»    | 8 de marzo de 2023                                           | 3.7                  |
| David, le pide a Benja que no se sienta culpable por el accidente y Leona trata de calmarlo. Gael se siente responsable por lo que le sucedió a sus hijas. Ramsés se molesta con Kika, y le asegura que cuando salga del hospital comenzará a rehabilitarse. Leona está segura de que ya encontró a su hija, por lo que tiene un reto grande para ganarse el cariño de Kika. Josefa, le comenta a Ramsés que si Ana Julia logra despertar, está decidida a confesarle toda la verdad. Kika conoce el gran secreto que guarda la familia, y Leona le confiesa a Consuelo que siente algo por David. Columba, le confirma a Kika que Ana Julia no es hija de Camila, por lo que esa noticia deben usarla a su favor. Leona acompaña a Consuelo a realizarse su biopsia. Kika, le agradece a Leona que le haya donado sangre para salvarle la vida, ella le pide que le dé la oportunidad de demostrarle que es una buena persona. |                                          |                                                              |                      |
| 14 | «Quiero recuperar el tiempo a tu lado»   | 9 de marzo de 2023                                           | 3.7                  |
| David echa a Jeremías de la casa, amenaza a la familia. David sorprende a Leona con una cena romántica junto al mar, ambos se confiesan su amor. Columba se disculpa con Oliver por no estar cerca de él. Benjamín está emocionado de saber que Leona podría convertirse en su tía. Gael no puede dejar de pensar en Leona. Columba seduce a Ramsés. Ana Julia le revela a Gael que a veces siente que es su padre ya que Calixto es muy distante. |                                          |                                                              |                      |
| 15 | «El daño que provocan los secretos»      | 10 de marzo de 2023                                          | 3.4                  |
| Lola, sabiendo que su padre no tiene dinero para alquilar una habitación de hotel, le pide ayuda a Calixto. Ramsés sorprende a Josefa con la carta de su antiguo amor y la confronta. Leona le confirma a Consuelo que tiene cáncer. Calixto comienza a conceder los deseos de Lola, pero a cambio le pide un beso. Jeremías le asegura a Benjamín que David y su madre le han estado mintiendo toda la vida, Benjamín confronta a su tío y le exige que le diga la verdad. |                                          |                                                              |                      |
| 16 | «El dolor también une»                   | 13 de marzo de 2023                                          | 3.2                  |
| Consuelo, le informa a su familia que tiene cáncer. Benja se entera de que su tío David en realidad se llama Adrián Hernández, y se vio en la necesidad de cambiar su nombre para salvar su vida, además, no solo se entera de su verdadera identidad, David también le confirma a Benja que Leona Bravo en realidad es Marena, el gran amor de su vida. Ramsés le propone a su familia irse de cacería, Gael y Josefa se oponen. Josefa desea trabajar en la empresa familiar, Ramsés se opone pero Gael respalda a su mamá. Leona le hace un regalo a Ana Julia y a Kika. Ana Julia, le pide a Benja que se den la oportunidad de ser amigos. Columba aprovecha el tropiezo de Leona en la junta de negocios para presentar su propuesta, pero Leona confirma que Columba le robó su presentación, así que entra a la junta con los accionistas y la confronta. |                                          |                                                              |                      |
| 17 | «Hasta las últimas consecuencias»        | 14 de marzo de 2023                                          | 3.3                  |
| Leona está segura de que Columba plagió su presentación. Josefa exige que Gael sancione a Leona. Columba, felicita a Calixto por hackear la computadora de Leona, pero él hace una petición. David entra en la habitación de Kika para tomar unas muestras de cabello. Gael, le menciona a Leona que le recuerda mucho a Marena Ramos, el gran amor de su vida. Leona ve que Josefa tiene problemas con la tecnología y quiere ayudarla. Leona conoce a Romeo y se entera de que es adoptado desde que sus padres murieron en un incendio. Los padres de Dano llegan a casa de los Torrenegro para exigir una explicación sobre lo sucedido a su hijo, al no tener una respuesta clara, toman como rehén a Ana Julia. |                                          |                                                              |                      |
| 18 | «¡Vivan los novios!»                     | 15 de marzo de 2023                                          | 3.2                  |
| Itzel besa a Benjamín, al ver que él solo la quiere como amiga, ella se disculpa. David, le pide a Leona que no se encariñe con Romeo, ya que puede estar confundiendo las cosas. Gael se siente cómplice de su papá, por callar que él es un traficante de personas. David, aprovecha que toda su familia está junta para pedirle a Leona que sea su novia. Clara critica la apariencia de Itzel. Columba, le asegura a Ramsés que el beso que se dieron fue una invitación a caer en lo prohibido y Ramsés graba a Columba sin su consentimiento mientras tienen intimidad. |                                          |                                                              |                      |
| 19 | «Como si te conociera toda la vida»      | 16 de marzo de 2023                                          | 3.4                  |
| Calixto descubre que Lola es amiga de Kika. Jacinta, le pide a Flor que investigue a Jeremías, ya que destruyó el negocio de las piñatas y Ana Julia le pide un abrazo a Leona. Ana Julia, le confiesa a Leona que Kika la insultó al asegurarle que no parece de la familia, ya que es diferente a todos ellos. Leona enfrenta a Calixto, y le deja en claro que no le gusta como la mira y Columba destruye el regalo de Oliver, haciendo evidente el odio que le tiene a la asesora de su esposo. Columba, se convierte en cómplice de Ramsés para destruir a Josefa dentro de la empresa y al mismo tiempo, él le pide a Leona que sea su espía en la oficina. David enfrenta a Jeremías por lo que hizo en el negocio de su mamá. Kika, le pide a Lola que le consiga unos «chocohongos». Leona descubre que le robaron todo su dinero. Columba, Ramsés y Calixto tienen listo su nuevo plan para reclutar a jóvenes. |                                          |                                                              |                      |
| 20 | «¡Ella no es mi hija!»                   | 17 de marzo de 2023                                          | 3.4                  |
| Gael está decidido a que un médico revise a su hijo Oliver, ya que no ve normal su comportamiento. Josefa le hace una propuesta a Leona, y Jacinta quiere estudiar una carrera para superarse. Leona está convencida de que Columba está detrás del robo de su dinero y confirma que Kika no es su hija. Ramsés confiesa que mandó a matar a Dano. Leona, al conocer que la prueba de paternidad fue negativa, le confiesa a David que está dispuesta a revelarle a Gael toda la verdad, ya que se siente desesperada. Columba convence a Ana Julia para que entre al equipo de porristas. Leona recibe un arreglo de flores en su oficina y Gael se pone celoso, Oliver la cuestiona si tiene a una persona especial en su vida. Leona busca en la computadora de su jefe información que pueda comprometer a los Torrenegro. Lola llega con Calixto al hotel, él le pide que se ponga cómoda y no duda en colocar una sustancia a su bebida. Leona, al ver que Ana Julia está siendo hostigada, la defiende. |                                          |                                                              |                      |
| 21 | «Me estoy enamorando de Leona»           | 20 de marzo de 2023                                          | 3.0                  |
| Benja, le hace una cambio de look a su mamá y la apoya con la idea de estudiar una carrera universitaria. Ana Julia le confiesa a Leona que a veces siente que no pertenece a su familia. Ramsés, obliga a Camila a que se ponga de pie, ella cae y le deja en claro que solo la humilló. Ana Julia tiene un enfrentamiento con Kika, Leona aprovecha el momento para tomar una muestra de su cabello y así realizar la prueba de paternidad. Calixto, graba a Lola mientras está dormida para poder chantajearla- David le confiesa a Leona que Camila lo besó, ella acepta que siente celos. Gael acepta que se está enamorando de Leona. Ramsés confiesa que es el líder de una red de trata de blancas. Teo se desilusiona, ya que cree que Ana Julia nunca se fijará en él. Ramsés confirma que Columba destruyó el peluche de Oliver, felicitándola por no tener control de lastimar a sus propios hijos y la besa apasionadamente, Gael casi los descubre en dicha situación. |                                          |                                                              |                      |
| 22 | «¡Ana Julia es tu hija!»                 | 21 de marzo de 2023                                          | 3.3                  |
| Jeremías le propone a Lola vengarse de Jacinta tomando su apartamento. Leona se emociona al celebrar el cumpleaños de Benjamín. Leona confirma que Ana Julia es su hija, Consuelo le pide que tenga mucho cuidado con la familia Torrenegro. Columna le dice a Kika que ahora no es el momento de que se revele la verdad sobre Ana Julia. David le confiesa a Jacinta que ya no pueden ocultarle la verdad a Leona. Itzel le revela a Benjamín que está enamorada de él. Ramsés le asegura a Gael que su hijo Matías está muerto para él. Josefa no deja de pensar en Apolo y cuando ve a Ramsés lo confronta por lo que le hizo a Camila. David prepara una velada romántica para Leona y hacen el amor. |                                          |                                                              |                      |
| 23 | «Yo soy tu mamá, hija»                   | 22 de marzo de 2023                                          | 3.3                  |
| Josefa, le reclama a Ramsés por ser tan indiferente con ella y su familia, él le asegura que les demuestra su cariño con su protección. Kika estalla en contra de Ana Julia y le asegura que no la soporta. Leona, le comenta a David que es momento de comenzar con la segunda parte de su plan y le asegura que no va descansar hasta que Ramsés pague por todo. Lola, le informa a Kika que ya está consiguiendo lo que le pidió. Leona, le pide Gael un adelanto de su sueldo, ya que le robaron todo su dinero y lo necesita para el tratamiento de Consuelo. Ramsés pone en marcha su plan para el rapto de las porristas. Jeremías le provoca un accidente a Clara. Leona se desahoga con Ana Julia por la situación de Consuelo-.Kika humilla a Teo frente a Romeo. Ramsés, le prohíbe a Columba enamorarse de él, ya que lo de ellos es solo pasional. Leona confirma que Columba es parte del negocio de trata de Ramsés. |                                          |                                                              |                      |
| 24 | «¡Tú las secuestraste!»                  | 23 de marzo de 2023                                          | 3.4                  |
| Leona llega al lugar donde Ramsés tiene en cautiverio a las porristas, ella comienza a grabarlo así como a sus cómplices para tener pruebas en su contra, sin embargo, teme ser descubierta por la seguridad de Ramsés. Gael, le confiesa a su mamá que siempre tuvo la esperanza de reencontrarse con Marena. Leona pelea con la seguridad de Ramsés, pero durante el enfrentamiento pierde el celular, por lo que ya no tiene evidencias para poder denunciarlo. Lola está preocupada por la salud de su abuela. Ana Julia, le informa a Gael que el equipo de porristas desapareció, Ramsés le asegura que no puede solucionar nada pero le ofrece su ayuda, ella le pide localizar a las jóvenes, ya que están sufriendo mucho. Gael, sorprende a Leona en su casa y le confiesa que se convirtió en una persona muy especial, la besa, pero ella le pide que no se confunda. Ana Julia, al ver a Columba le pide una explicación por lo sucedido con las porristas. Benja, le brinda su apoyo a Consuelo. Kika y Romeo se entregan a la pasión. Leona, le confiesa a David que Gael la besó.                                                         |                                          |                                                              |                      |
| 25 | «¡Eres adoptada!»                        | 24 de marzo de 2023                                          | 3.2                  |
| David, se pone celoso al saber que Gael besó a Leona. Columba, le propone a David que se convierta en el amante de Camila, ya que su esposo lleva muchos años sin tocarla. Jeremías, le pide a Lola que se robe las escrituras del departamento de Clara. Leona se siente orgullosa de Ana Julia por su participación en la protesta. Columba, le aconseja a Calixto que busque a Leona y la haga su amante. Ramsés, le propone a Josefa renovar sus votos matrimoniales. Jeremías le revela a Lola que Benja es adoptado, por lo que ella está decidida a enfrentar a su mamá por ocultarle una gran verdad. Romeo, mientras besa a Kika la confunde y la llama «Ana Julia», Leona, al verla llorando no duda en brindarle su ayuda, pero ella la rechaza. Calixto intenta hacerle daño a David. Gael está seguro que su papá tiene que ver con la desaparición de las porristas, discute con él y está dispuesto a acabar con su vida, Leona, al verlo impide que suceda una desgracia. Calixto le dispara a David y Kika le revela a Ana Julia que es adoptada en frente de toda la familia.                                                           |                                          |                                                              |                      |
| 26 | «Aquí estoy para ti»                     | 27 de marzo de 2023                                          | 3.5                  |
| Gael, le confirma a Ana Julia que Camila y Calixto no son sus verdaderos padres, ella enfrenta a su familia por ocultarle tan dolorosa verdad y David logra salvar su vida. Ramsés, se molesta con Kika por haber revelado el secreto de la familia, Leona acompaña a Ana Julia en su doloroso momento y Columna le da una cachetada a su hija por el error que cometió. Gael está decidido a revelar que él es su verdadero padre. Ana Julia se siente traicionada por su mamá, así que decide irse de la casa. Lola encuentra las escrituras del departamento de su abuelita. Ana Julia, le pide a Leona que la deje vivir con ella. Ana Julia, le agradece a Leona por recibirla en su casa. Consuelo sorprende a su familia con su nueva imagen. Gael se culpa de la actitud que ha tomado su hija Kika. David, le comparte a Jacinta que le va a proponer matrimonio a Leona para confesarle la verdad de su hijo. Ana Julia se cuestiona si sus verdaderos padres están vivos. |                                          |                                                              |                      |
| 27 | «¿Te quieres casar conmigo?»             | 28 de marzo de 2023                                          | 3.6                  |
| Leona, le dice a Ana Julia que ella es la novia de David. Ramsés se queja de Columba por revelarle la verdad a Kika y anuncia a su familia que Kika irá a un internado. David sorprende a Leona con un anillo de compromiso y ella acepta. Columba le pide a Kika que haga de víctima. Ana Julia se desahoga con Teo, él le dice que siempre estará ahí para ella. Consuelo sufre un desmayo. David invita a cenar a Leona para hacerle una confesión. Lola consigue que Clara ceda los derechos de su apartamento. Consuelo pregunta si Leona está realmente enamorada de David. |                                          |                                                              |                      |
| 28 | «Tu hijo… ¡es Benjamín!»                 | 29 de marzo de 2023                                          | 3.4                  |
| Jeremías le dice a Leona que David se ha estado burlando de ella porque sabe perfectamente quién es su hijo. Ana Julia reprende a Gael por callarse la verdad, le dice que su madre biológica murió y que su padre fue un cobarde. Benjamín le confiesa a Itzel que se enamoró de ella. Ramsés provoca los celos de Columba al asegurarle que Gael tiene un interés particular en Leona. Leona le pide a David que le confiese la verdad ya que Jeremías le aseguró que él sabe dónde está su hijo, y al enterarse de su engaño, lo abofetea. Josefa le dice a Ramsés que nunca serán una familia completa sin la presencia de Matías. David le revela a Leona que Benjamín es su hijo. |                                          |                                                              |                      |
| 29 | «No quiero saber nada de ti»             | 30 de marzo de 2023                                          | 3.5                  |
| David le explica a Leona que fue Jacinta quien le salvó la vida a Benjamín al evitar que muriera durante la explosión del hospital. Columba seduce a Gael, pero él imagina que ella está con Leona. Leona le dice a David que ya no quiere nada con él y termina su relación. Josefa tiene contacto con su hijo Matías, pero él le pide que no lo busque más ya que no son familia. Leona agradece a Jacinta por criar a Benjamín, por lo que está decidida a confesarle la verdad a su hijo. |                                          |                                                              |                      |
| 30 | «Atacar por la espalda»                  | 31 de marzo de 2023                                          | 3.3                  |
| Ramsés mira a Ana Julia y al ver su cercanía con Benjamín, le prohíbe tener una relación con él ya que son de mundos diferentes. Benjamín logra que Ana Julia utilice por primera vez el transporte público, pero son agredidos y él resulta herido. Ramsés le pide a Leona que le diga si está enamorada de Gael. Leona le asegura a David que Jeremías tuvo el coraje de decirle la verdad. David pelea con Jeremías cuando sospecha que él le provocó el accidente a su madre. Kika le pregunta a Camila sobre la familia de Ana Julia. Ramsés le pide a Columba que acelere el traslado de las porristas. Consuelo recibe una triste noticia sobre sus tratamientos contra el cáncer. Matías le pregunta a su tío Apolo si se arrepiente de haber abandonado a su madre. Josefa interroga a Leona sobre el negocio en el que Columba y Calixto colaboran con Ramsés y le pide su apoyo. |                                          |                                                              |                      |
| 31 | «¡Sáquenme de aquí!»                     | 3 de abril de 2023                                           | 2.9                  |
| Flor impide que Jeremías le quite el departamento a su familia. Clara revela que Lola la obligó a firmar los documentos. Columba le da muy malas noticias a Ramsés. Leona es secuestrada. Jacinta le reclama a Lola por su traición, ella la enfrenta y le asegura que ya sabe que Benjamín no es su hermano. Calixto toma por la fuerza a Leona, Ramsés, al ver que está en peligro la salva y ella le marca a Consuelo para que la rescate. Gael y Camila están dispuestos a buscar a su hermano Matías. Ramsés, le reclama a Calixto por lo que le hizo a Leona, y como castigo, lo marca con un fierro caliente. Leona, le narra a Consuelo que un hombre intentó abusar de ella, pero alguien la defendió. Leona, le pide a David que olvide su venganza contra los Torrenegro, ya que no le corresponde estar a su lado, así que renuncia a su amor. |                                          |                                                              |                      |
| 32 | «Nuestro matrimonio se acabó»            | 4 de abril de 2023                                           | 3.0                  |
| Flor tiene un fuerte enfrentamiento con su hermana Lola, que termina en cachetadas. Columba desea renovar sus votos, pero Gael se opone, ya que su matrimonio está desgastado. Ramsés no duda en humillar a Calixto. Itzel busca darle ánimos a su hermano Teo y Lola está dispuesta a seguir estafando a gente con tal de no regresar a la vecindad, Jacinta le revela a Flor la verdad sobre Benjamín. Itzel le pide a Benjamín si quiere ser su novio, él no lo duda y acepta tener una relación con ella. Leona está dispuesta a hackear la computadora de Columba y Teo es testigo del beso que Romeo le da a Ana Julia. Jeremías encuentra a Lola con Calixto, le reclama por meterse con una menor de edad, pero su hija le asegura que él sí le puede dar la vida que merece. Gael le revela a Columba que se enamoró de Leona Bravo, por lo que Columba lo amenaza con hacerle daño a la mujer que se interpuso en su matrimonio. Leona, le pide a ayuda a Flor para dar con el responsable que la secuestró y le asegura que Ramsés está traficando con las porristas.                                                                          |                                          |                                                              |                      |
| 33 | «No quiero ser la otra mujer»            | 5 de abril de 2023                                           | 3.0                  |
| David rompe en llanto frente a su mamá por la situación que enfrenta con Leona. Gael reafirma lo que siente por su asesora y le pide el divorcio a Columba y Jeremías le pone precio a su hija. Columba está segura de que Leona está seduciendo a Gael, así que le pide que se aleje, ella le deja en claro que su esposo intentó besarla; Columba, al escuchar la noticia, le da una cachetada pero ella se la regresa. Gael, le asegura a Leona que ella es la mujer que ha esperado toda su vida, por lo que su amor seguirá creciendo y espera que le dé una oportunidad. Teo llega a la oficina de Leona para hackear la computadora de Columba, ella provoca que se active la alarma contra incendios para que el hijo de Consuelo pueda realizar su trabajo. Kika, al saber que Benja e Itzel son pareja no duda en humillarlos, pero Ana Julia sale en su defensa. Gael descubre que Columba es parte de los negocios ilícitos de su papá. |                                          |                                                              |                      |
| 34 | «Estoy dispuesto a morir»                | 6 de abril de 2023                                           | 2.7                  |
| Leona rompe en llanto frente a Josefa, y le revela que unos hombres intentaron hacerle daño, ella la consuela. Gael llega al lugar donde su papá y Columba tienen a las porristas y logra entrar a la cabaña, pero al ser reconocido se desata una balacera. Alcino amenaza con dispararle al hijo de Ramsés, él está dispuesto a dar su vida con tal de que liberen a las jóvenes. Leona se entera de que Gael es parte del negocio de Ramsés. Gael enfrenta a su padre por arruinarle la vida a jóvenes, él no duda en manipularlo al asegurarle que puede destruir la vida de su mamá y de sus hijos si se revela la verdad. Columba le confiesa que ha falsificado su firma para unos negocios. Columba recibe la demanda de divorcio y le pide a Gael que piense en sus hijos, él no se deja chantajear y asegura sentir «asco» por su esposa y por su padre. Camila busca a Ana Julia para pedirle perdón, y le confiesa que su mamá biológica se llamaba Marena Ramos. |                                          |                                                              |                      |
| 35 | «Arrepentirse de sus pecados»            | 7 de abril de 2023                                           | 2.5                  |
| Ramsés arremete contra Columba y le advierte que sus errores los va a pagar con sufrimiento. Gael, le informa a sus hijos que se va a divorciar de su mamá. Kika, al enterarse del divorcio de sus papás, le reprocha a Gael por la decisión que tomó y le asegura que está dispuesta a irse con su mamá, Columba le revela a su hija que su papá la cambió por Leona Bravo. Leona, le confiesa a Josefa que tras un análisis de presupuestos, descubrió que Columba se está robando dinero y le propone que aproveche la situación para traer de regreso a Matías y a su cuñado Apolo. David y Lola se enfrentan. Gael y su familia logran tener contacto con Matías, Josefa le pide a su hijo que regrese. Lola enfrenta a Calixto por ocultarle su verdadera identidad y lo amenaza, él la chantajea con revelar que vende videos íntimos. Leona se enfrenta con Jeremías y le pide que respete a la mamá de sus hijos, él no duda en lanzar indirectas. Ramsés intenta asfixiar a Columba. |                                          |                                                              |                      |
| 36 | «Me voy a aprovechar de Gael»            | 10 de abril de 2023                                          | 3.0                  |
| Gael intenta ayudar a Kika a dejar de beber, ella le pide que no se divorcie de su madre. Columba le pide a Ramsés que no la saque de su vida y lo seduce. Leona da clases de cocina a Ana Julia y Benjamín. Josefa habla con Matías y le pide que regrese ya que descubrió un fraude en el negocio de Ramsés. Leona le pide un favor a Flor. Ramsés busca detener la investigación. Ana Julia le dice a Leona que quiere volver a casa con su familia porque Camila la necesita. Columba sorprende a Gael con un sexy traje de baño, pero él la rechaza. David le dice a Gael que está enamorado de Leona, Gael le confirma que David es el exnovio de Leona. |                                          |                                                              |                      |
| 37 | «Voy a casarme con Gael»                 | 11 de abril de 2023                                          | 3.3                  |
| Gael, le confiesa a David que está dispuesto a conquistar el corazón de Leona. Benja se viste de mujer para demostrar que la ropa no tiene género, Clara al verlo, se molesta y cree que Itzel lo está cambiando. Romeo, le pide a Ana Julia que le dé la prueba de amor. Kika culpa a Leona y le asegura que su familia se está destruyendo, ella quiere aprovechar el momento para que Gael se enamore perdidamente al grado de casarse con él. Columba insulta a Josefa en el hospital, ella cansada de sus faltas de respeto le da una cachetada, pero su nuera le hace una advertencia. Oliver consuela a su hermana al verla llorar. Gael recibe buenas noticias sobre la cirugía de Camila. Kika, ingresa a la clínica de rehabilitación y confirma que sí es una adicta. Ramsés estalla de furia al ver que sus negocios están en quiebra. Leona busca a Jacinta para exigirle que le diga la verdad da Benja. Clara, le propone a Jacinta voltearle las cosas a Leona para que Benja la odie, ella por su parte, aprovecha su cercanía con Gael para hacerle creer que se está enamorando de él.                                                 |                                          |                                                              |                      |
| 38 | «Llegó la hora de romper tu vida»        | 12 de abril de 2023                                          | 3.4                  |
| Apolo, Matías y Danilo sorprenden con su regreso a la familia Torrenegro, pero Ramsés los corre de la casa. Columba le propone a David unir fuerzas para evitar que Gael y Leona se enamoren. Camila le confiesa a David que se preocupa por él más allá de sus terapias. Apolo hace enojar a su hermano Ramsés. Apolo descubre que Josefa conserva los aretes que él le regaló en el pasado. Matías recuerda el día que Ramsés le rompió las piernas para impedirle ser bailarín. Gael provoca los celos de David. Itzel le confiesa a Benjamín que es una persona no binaria. Apolo le muestra a Ramsés documentos que prueban que Columba está robando dinero de la empresa. |                                          |                                                              |                      |
| 39 | «Entre la vida y la muerte»              | 13 de abril de 2023                                          | 3.4                  |
| Columba, amenaza a Gael con no dejarlo ver a sus hijos si continúa con la idea del divorcio. Ana Julia le pide a Calixto que la ayude a contactar a su padre biológico, él está decidido a revelar la identidad de su padre. Ramsés le informa a Columba que Apolo descubrió que está desviando dinero de la empresa. Ramsés sufre un infarto justo antes de renovar sus votos matrimoniales con Josefa. Consuelo comparte con su familia la decisión que tomó sobre su cuerpo. Ramsés está dispuesto a renovar sus votos para demostrar que el lugar de Josefa está con él y con nadie más. David le pide a Leona que no se enamore de Gael, este le roba un beso, pero Leona lo abofetea. |                                          |                                                              |                      |
| 40 | «Remueves muchas cosas en mi corazón»    | 14 de abril de 2023                                          | 3.2                  |
| Ramsés está seguro de que Apolo tuvo la culpa de su infarto. Lola se enamora del chantaje de Calixto. Ana Julia le dice a Camila que es la novia de Romeo, Camila le aconseja que tenga cuidado. Columba se mete en la cama de Ramsés. Gael le confiesa a Leona que tuvo dos hijos con el gran amor de su vida y le revela que si su hijo viviera, estaría en peligro. Gael invita a bailar a Leona y cuando la lleva a su casa, le roba un beso. Itzel le dice a Leona que Teo hizo algo mal en la página de donación que le hizo a su mamá. Leona le confiesa a Consuelo que se sintió incómoda cuando Gael la besó, pero cree que no es el momento de decir la verdad porque si se descubre su identidad, todos estarían en peligro. |                                          |                                                              |                      |
| 41 | «Quiero que acabes con Leona Bravo»      | 17 de abril de 2023                                          | 3.2                  |
| Clara se queja con Leona por causar conflicto con su familia, Leona le pone un alto. Columba llega al barrio para quejarse con Leona por meterse con Gael, Itzel ve lo que pasa y le tira un balde de agua fría. Jeremías le ofrece a Columba su ayuda para deshacerse de Leona. Ramsés sueña que Matías le rompe las piernas. Leona le dice a David que no puede revelar la verdad a sus hijos hasta que someta a Ramsés y Gael. Columba le pide a Jeremías que mate a Leona. Clara tiene mucho miedo de que Benjamín descubra su origen. Jeremías chantajea a Leona con revelar que ella es Marena Ramos. Gael se entera de que Columba está lavando dinero de la empresa. Ana Julia le pide a Gael que le diga quién es Marena Ramos. |                                          |                                                              |                      |
| 42 | «No vas a ser feliz con nadie»           | 18 de abril de 2023                                          | 3.1                  |
| Leona consuela a Benjamín después de una discusión con su padre. Apolo le pide a Josefa que abra los ojos y se deje llevar por lo que siente, Ramsés lo escucha y lo confronta. Columba amenaza a Gael con amargarle la vida y le advierte que su primer golpe será quitarle a sus hijos. Teo es investigado por fraude cibernético. Kika humilla a Leona delante de todo el colegio. Leona intenta explicarle a Ana Julia cómo se enamoró de Gael, pero Ana Julia rechaza su relación. Consuelo le pregunta a Teo sobre los fondos de su página, él acepta que cometió un delito y le asegura que lo hizo por ella. La seguridad de Ramsés revisa el auto de Calixto. Ramsés observa a Columba mientras se baña. |                                          |                                                              |                      |
| 43 | «¿Y si estás embarazada?»                | 19 de abril de 2023                                          | 3.4                  |
| Columba le pide ayuda a Ramsés para lastimar a Gael. David, al ver que ha perdido a Leona, hace una alianza con Columba. Flor llega con su madre al bar donde Silvano la convocó y descubre que en realidad es Silvana. Gael se niega a dejar que Columba se lleve a sus hijos, pero Ramsés apoya su decisión. Leona se desmaya cuando se entera de que arrestarán a Teo. David le pregunta a Leona si está embarazada, ella le confirma que su período se ha retrasado. Teo es enviado a la comisaría, Leona y David intentan evitar que esto suceda. |                                          |                                                              |                      |
| 44 | «Me emocionaba la idea de ser mamá»      | 20 de abril de 2023                                          | 3.3                  |
| Ramsés se queja con Calixto por tener como amante a una amiga de Kika y sospecha que lo está traicionando. Flor confronta a Silvano por ocultar su verdadera identidad. Ramsés le confiesa a Josefa que ha estado celoso desde la llegada de Apolo. Columba intenta poner a Oliver en contra de Leona. Ante la posibilidad de quedar embarazada, a Leona le preocupa que su venganza contra los Torrenegro se pueda posponer. David advierte a Gael que si Leona está esperando a su hijo, tendrá que alejarse de su vida. Jeremías le informa a Columna que su plan para matar a Leona ya comenzó. Leona confirma que no está embarazada. |                                          |                                                              |                      |
| 45 | «Siento que me muero»                    | 21 de abril de 2023                                          | 3.3                  |
| Gael se llena de sentimientos y les revela a Leona, Ana Julia y Benjamín que pudo haber tenido una familia feliz. Leona aprovecha que están todos juntos para anunciar que no espera un bebé. Gael besa a Leona, pero ella solo piensa en David. Jeremías provoca una fuga de gas en el apartamento de Leona. Clara le confiesa a Jacinta que ya conocía el secreto de Silvano. Leona, Consuelo e Itzel están intoxicadas, llega David para salvarlas; sin embargo, Itzel se desmaya. Leona le pide a David que lleve a Ana Julia y a Benjamín al hospital porque necesita decirles la verdad. |                                          |                                                              |                      |
| 46 | «¡Cásate conmigo!»                       | 24 de abril de 2023                                          | 3.1                  |
| Columba le asegura a Jeremías que solo le pagarán si muere Leona. Jacinta le pide a David que oculte su odio cuando está frente a Gael. Benjamín le confiesa a Ana Julia que la considera parte de su familia. Gael le pide a Leona que se case con él y ella acepta. David se entera de que Leona aceptó la propuesta de matrimonio de Gael y la reprende por fingir un amor que no siente. Ramsés advierte a Columba que si ella lo traiciona es capaz de matarla. Leona se reúne con Ana Julia y Benjamín para confesarles que ella es su madre biológica, pero mientras trata de hablar, decide hacerse ver como su mejor amiga. Gael le pide a Columba que deje de manipularlo con sus hijos y le revela sus planes con Leona. |                                          |                                                              |                      |
| 47 | «Vamos a impedir esa boda»               | 25 de abril de 2023                                          | 3.3                  |
| Ana Julia y Benjamín ofrecen su ayuda a Leona para que pueda encontrar a sus hijos. Ramsés ve a Benjamín en su casa y lo insulta. Gael le informa a Columba que se va a casar con Leona. Teo regresa a casa con su familia. Camila comienza a dar sus primeros pasos. Ramsés destroza el apartamento de Apolo. David, al escuchar la confesión de Camila sobre sus sentimientos, le dice que ama a otra mujer. Columba y David acuerdan evitar la boda de Leona con Gael. |                                          |                                                              |                      |
| 48 | «Leona Bravo de Torrenegro»              | 26 de abril de 2023                                          | 3.6                  |
| Leona se harta de las amenazas de Columba y le hace saber que no se quedará de brazos cruzados viendo cómo pone en peligro a su familia. Durante la propuesta, Calixto se acerca a Leona para felicitarla y ella se da cuenta de que él es el hombre que casi la viola. Al verse a sí misma como una Torrenegro, Leona advierte a Ramsés que algún día le demostrará quién es realmente. Narvi llama a Leona para hacerle saber que descubrió quién es ella realmente y le advierte que tiene a Adrian en su poder. |                                          |                                                              |                      |
| 49 | «¿Estás dispuesto a ser nuestro aliado?» | 27 de abril de 2023                                          | 3.6                  |
| Narvi arroja a David a la piscina con la intención de matarlo, Leona se enfrenta a Narvi y él se desliza por la piscina. Ramsés le pide a Columba que investigue si Apolo y Josefa son amantes. Leona le confirma a David que Narvi está muerta. Leona y David quieren deshacerse del cuerpo de Narvi, pero temen la reacción de Ramsés. Leona le revela a Apolo su verdadero nombre y le confiesa que Ramsés mató a toda su familia. Columba muestra la evidencia del beso entre Josefa y Apolo, Ramsés le pide que lo mate. Apolo acepta ser cómplice de Leona. Matías denuncia a Ramsés por evasión fiscal. |                                          |                                                              |                      |
| 50 | «Quiero ser tu cómplice»                 | 28 de abril de 2023                                          | 3.4                  |
| Flor contacta a Ramsés para informarle que Narvi está muerto. Calixto le pide a Lola que haga las maletas porque se va con él a Londres. Gael celebra que Camila logró ponerse de pie y aprovecha para confesarle que su padre es un asesino y traficante de mujeres. Teo sorprende a Ana Julia con un beso. Leona le informa a Ramsés que estaba con Narvi cuando murió y le confirma con un video que ya sabe que él es un traficante de mujeres. Leona le confiesa a Ramsés que no ama a Gael, pero desea ser Torrenegro, él no está muy convencido de su palabra. Apolo le informa a Matías que Ramsés y Gael tienen un negocio de tráfico. Leona y Apolo sufren un atentado en un ascensor. |                                          |                                                              |                      |
| 51 | «Nos vamos a casar en este momento»      | 1 de mayo de 2023                                            | 3.3                  |
| Itzel le revela a Ana Julia que no es binaria, Kika la escucha, se burla de ella, pero Ana Julia la abofetea. Apolo culpa a Ramsés del ataque que sufrió. Leona le asegura a Gael que fue Columba la responsable del accidente ya que recibió una llamada justo antes de subir al ascensor. Gael lleva a Leona a elegir su vestido de novia. Jacinta y David logran dar con el paradero de Lola y David golpea al hombre que intentaba llevarse a Lola. Consuelo confronta a Romeo por golpear a Teo. Ana Julia rompe con Romeo. David intenta convencer a Lola de que le diga el nombre de la persona con la que intentaba irse del país. Consuelo descubre que se volvió viral por atacar a Romeo. Leona y Gael llegan a la casa de Torrenegro vestidos de novios dispuestos a casarse. |                                          |                                                              |                      |
| 52 | «Los declaro marido y mujer»             | 2 de mayo de 2023                                            | 3.8                  |
| Ramsés evita que Columba se oponga a la boda de Gael y le dice que Leona ya sabe del negocio en el que están. Kika arroja una copa de vino al vestido de novia de Leona. Josefa le presta a Leona el vestido de novia con el que se casó con Ramsés. David llega a la boda y se opone, dejando en claro que todavía ama a Leona. Gael echa a David de la boda, David le asegura que Leona solo lo está usando y llegan a las manos. Leona y Gael se declaran marido y mujer. Silvano es humillado por Jeremías y le prohíbe volver por su hija y su nieta. Teo le declara su amor a Ana Julia. Ramsés le asegura a Leona que Gael es su víctima ya que no se involucra en sus negocios por ser un hombre débil, por lo que ella será su cómplice para romperle el corazón. |                                          |                                                              |                      |
| 53 | «Me cansé de rogarte»                    | 3 de mayo de 2023                                            | 3.4                  |
| Camila le dice a Leona que planea divorciarse de Calixto para ganarse el amor de David. Benjamín se entera de que Gael tuvo un hijo. Lola se queja con Calixto por dejarla en el hotel y le pregunta si estaba tratando de venderla para el negocio del tráfico. Columba entra en la habitación de Gael y coloca una araña venenosa en su cama. Leona le dice a Consuelo que está confundida después de saber que Gael no es parte del negocio de Ramsés. Leona le dice a David que Gael no es parte de los negocios de su padre, él le reprocha sus acciones y le pide que se vaya de su casa. Ana Julia quiere saber quién fue Mariana Ramos en sus vidas. Clara ve a Leona besando a Gael en su propia casa y la reprende por todo el daño que le ha hecho a David y termina abofeteándola. Columba pone gotas en la bebida de David. |                                          |                                                              |                      |
| 54 | «No puedo hacer el amor contigo»         | 4 de mayo de 2023                                            | 3.0                  |
| Columba empieza a besar a David, se imagina que está con Leona. Leona se niega a tener intimidad con Gael y descubre que hay una tarántula en la cama. Columba le cuenta a Leona que pasó la noche con David. Lola le revela a Benjamín que no es su hermano. Leona está decidida a hacerle saber a Benjamín que ella es su madre biológica, Jacinta le ruega a Lola que guarde el secreto. Camila les revela a Ana Julia y Josefa que quiere divorciarse de Calixto. Gael confronta a Columba por intentar matar a Leona. Ramsés amenaza a Leona con acabar con toda su familia si lo traiciona. Jeremías le revela a Benjamín que su madre biológica es Leona Bravo. |                                          |                                                              |                      |
| 55 | «Tu verdadero padre es Gael Torrenegro»  | 5 de mayo de 2023                                            | 3.3                  |
| Leona se entera de que tendrá que asociarse con Columba y Calixto para el negocio de Ramsés. Jeremías le aconseja a Benjamín que confronte a su madre biológica por ocultarle la verdad. Gael le revela a Josefa que su padre está involucrado en el tráfico de personas. Benjamín confronta a Jacinta y David por ocultarle la verdad. Leona confronta a Calixto y le asegura que demostrará que trató de abusar de ella. Josefa le revela a Gael que ha estado enamorada de Apolo toda su vida. Josefa le dice a Apolo que está dispuesta a luchar por su amor. Benjamín sorprende a Leona con un abrazo. |                                          |                                                              |                      |
| 56 | «¡Leona es Marena Ramos!»                | 8 de mayo de 2023                                            | 3.5                  |
| Calixto rompe con Lola y le asegura que es para protegerla. El juez falla a favor de Clara para que no pierda su apartamento. Leona le dice a Apolo que ahora no es el momento de decirle la verdad a Gael porque es posible que no la perdone. Gael defiende a Benjamín de la humillación de Ramsés. Benjamín se queja con Itzel por ocultarle que sabía la verdad sobre su madre biológica. David, sabiendo que Leona podría estar en peligro, le revela a Gael que ella es realmente Marena Ramos. Gael se niega a creer que Leona sea en realidad Marena Ramos. Camila intenta ganarse la confianza de Marco para ayudar a su hermano. Gael no cae en el chantaje de Jeremias y le dice que ya conoce la verdadera identidad de Leona y le pide que la deje en paz. Ana Julia recibe amenazas de muerte. Consuelo le ruega a Leona que cuide a su familia si ella muere. Romeo toma a Kika por la fuerza. Josefa abofetea a Ramsés cuando descubre el tipo de persona con la que se casó. |                                          |                                                              |                      |
| 57 | «Ya sé que eres Marena Ramos»            | 9 de mayo de 2023                                            | 3.7                  |
| David le pide a Benjamín que no juzgue a su familia ya que ocultaron la verdad sobre su origen para salvar su vida. Leona echa a Columba de la casa de Torrenegro y le pide a Gael que le dé un mejor puesto en la empresa. Gael quiere saber qué trama Leona ya que hay muchos secretos entre ellos. Josefa apoya las nuevas reglas de Leona y le asegura que quiere trabajar con ella, ya que Columba siempre la bloqueaba. Ramsés le pide a Leona que mantenga a Josefa bajo control y que se concentre en la misión que le impuso porque necesita resultados. Gael le revela a Leona que ya sabe que ella es Marena Ramos. |                                          |                                                              |                      |
| 58 | «Te amo más que nunca»                   | 10 de mayo de 2023                                           | 3.1                  |
| Leona se queja con Gael por todo el dolor que le ha causado, él le pide que entienda que él es víctima de su padre. Gael le jura a Leona que la protegerá de la maldad de su padre ya que él no ha dejado de amarla. David se impone contra la autoridad de Ramsés. Leona le cuenta a Gael que su hijo, Benjamín, está vivo. Columba le confirma a Kika que Ana Julia es su media hermana. Ramsés somete a David cuando lo ve con Camila y lo echa de la casa. Leona le revela a Gael que Apolo y Matías también conocen su verdadera identidad. Josefa sale en defensa de David y le pide a Ramsés que eche a Calixto de la casa porque solo ha ofendido a Camila. Gael quiere recuperar el amor de Leona. |                                          |                                                              |                      |
| 59 | «No me vas a quitar a mi hija»           | 11 de mayo de 2023                                           | 3.7                  |
| Romeo descubre que Jacinta es la madre de Lola, la chantajea pero ella lo abofetea. Ramsés le dice a Calixto que ya no le sirve como yerno, por lo que apoyará a su hija para que se divorcie. Calixto le pide a Jeremías que lo ayude a matar a Ramsés. Gael le revela a Camila que Marena Ramos está viva. Leona confronta a David por decirle a Gael su verdadera identidad y le asegura que ahora deben confiar en Gael. Davie le confiesa a Leona que está dispuesto a darse una oportunidad con Camila. Ramsés y Columba duermen en la cama de Josefa. Leona invita a cenar a sus hijos y le revela a Consuelo que Gael ya conoce su verdadera identidad. Camila le dice a Leona que no permitirá que le quite el amor a Ana Julia. |                                          |                                                              |                      |
| 60 | «Yo soy su mamá»                         | 12 de mayo de 2023                                           | 3.4                  |
| Ramsés le hace creer a Ana Julia que su padre la abandonó. Leona agradece a Camila por educar a su hija, pero necesita confesar la verdad. Josefa le ruega a Camila que apoye a Leona. Josefa encuentra el brazalete de Columba en su cama y huele su perfume en las sábanas. Leona se encuentra con Ana Julia y Benjamín en un planetario para confesarles que ella es su madre. Ana Julia se queja con Leona por haberlos abandonado, pero ella le asegura que Ramsés tuvo la culpa. Columba envía un mensaje anónimo a Josefa para alertarla sobre la infidelidad de Ramsés. |                                          |                                                              |                      |
| 61 | «No me digas hija»                       | 15 de mayo de 2023                                           | 3.7                  |
| Leona les pide a Benjamín y Ana Julia que no revelen la verdad porque teme por su vida. Ana Julia recibe un mensaje informándole que Gael Torrenegro es su padre. Lola le pide a Calixto que le diga a su familia que están en una relación. Ramsés confronta a Calixto luego de verlo besar a Lola y le revela a Camila que su esposo la engaña con una menor de edad. Benjamín le hace saber a Leona que no quiere a Gael en su vida. Kika le revela a Columba que Romeo abusó de ella, Columba no le cree y le asegura que fue su culpa porque ambos estaban borrachos. Ana Julia se enfrenta a Gael y lo llama cobarde, él trata de explicarle las razones por las que tuvo que guardar silencio. Josefa sospecha que Columba es la amante de Ramsés. Calixto le revela a Camila que fue él quien provocó su accidente en el caballo. |                                          |                                                              |                      |
| 62 | «Vas a ser la dueña de todo»             | 16 de mayo de 2023                                           | 3.8                  |
| Kika le revela a Oliver que Gael también es el padre de Ana Julia. Matías perdona a Gael. Calixto le revela el negocio de Ramsés a Lola. Camila culpa a Leona por destruir todo a su paso, Gael sale en defensa de Leona y les informa que cuando pueda recuperar las cuentas que su padre puso a su nombre, Leona será la dueña de todo. Josefa confirma que Columba y Ramsés son amantes. Apolo le reitera su amor a Josefa frente a Ramsés, Josefa acepta que nunca ha dejado de amarlo. Columba intenta justificar su infidelidad, pero Josefa le asegura que lo pagará. David le revela su verdadera identidad a Camila y ella le confiesa que Calixto tiene una aventura con Lola. Ramsés se entera de que la Interpol lo busca y pronto le congelarán las cuentas. |                                          |                                                              |                      |
| 63 | «Ya no eres nada para mí»                | 17 de mayo de 2023                                           | 3.7                  |
| Ana Julia le revela a Kika que Ramsés es un asesino. Gael, al enterarse de la infidelidad de Columba, está decidido a echarla de la casa. David encuentra a Calixto besando a Lola, los separa y comienza a pelear con él, Jeremías intenta lastimar a David y Lola amenaza con lastimarse. David logra convencer a Lola para que se vaya con él. David habla bien de Leona a Ana Julia y le ruega que le dé una oportunidad. Camila intenta echar a Columba de la casa, pero Columba la humilla quitándole el andador. Josefa revela frente a Kika y Ana Julia que Ramsés y Columba son amantes. Ana Julia desprecia a su abuelo tras enterarse de que es un traficante de personas, Ramsés advierte a su familia que nadie podrá derribarlo. Apolo revela más secretos de Ramsés. |                                          |                                                              |                      |
| 64 | «Tiren a matar»                          | 18 de mayo de 2023                                           | 3.2                  |
| Consuelo se mira en el espejo después de su cirugía y rompe a llorar. Josefa discute con Columba y tira sus pertenencias por la ventana. Teo somete a Romeo por publicar una imagen de su madre en el hospital y amenaza con lastimarlo si se niega a disculparse. Ana Julia está decidida a emanciparse y deshacerse del apellido Torrenegro. Benjamín intenta ayudar a Lola a recuperar el sentido y no salir de casa. Camila y Leona se pelean por lo mejor para Ana Julia. Columba sorprende a la familia Torrenegro al revelar que está embarazada. Jacinta le asegura a Calixto que ya interpuso una demanda por meterse con una menor, él y Jeremías amenazan con lastimar a David. Jeremías le pide a Jacinta que vuelva a estar con él y, a cambio, conseguirá que Lola se aleje de Calixto. Columba le dice a Leona que el niño que espera puede ser de David. |                                          |                                                              |                      |
| 65 | «No voy a tener piedad de él»            | 19 de mayo de 2023                                           | 3.4                  |
| Columba le confirma a Ana Julia que siempre la odió por ser hija de Marena. Kika rechaza a su madre. Calixto confronta a Ramsés y amenaza con publicar un video donde confirma todos sus malos negocios. Leona firma el documento que la acredita como accionista mayoritaria de Cervecería Torrenegro. Columba interrumpe la presentación de Leona, pero Leona la humilla frente a todos los invitados. Clara acepta que ella hizo que Silvano se alejara de Flor. Columba lucha con Oliver y provoca un accidente. Teo le pide a Ana Julia que sea su novia. Leona se prepara para la operación contra Ramsés. |                                          |                                                              |                      |
| 66 | «Estás cavando la tumba de los demás»    | 22 de mayo de 2023                                           | 3.5                  |
| Gael felicita a Kika y a Oliver, por demostrar su valentía ante la situación que están viviendo con su mamá. Josefa le revela a Apolo que oficialmente es una mujer libre, ya que al fin se divorció de Ramsés. Leona, le reclama a David por haberse metido con Columba y le asegura que sería una desgracia que termine atado a una mujer como ella. Leona se alista con Flor para enfrentar a Ramsés, pero Clara la culpa por querer matar a su nieta y le da una cachetada. Clara, le asegura a Leona que con su venganza está cavando la tumba de su familia. David trata de impedir que Leona sea parte del operativo contra Ramsés, y Ana Julia le hace saber a Camila que se va a vivir con la familia de su hermano. Kika, le revela a Gael que Romeo la tocó sin su consentimiento, él al ver el sufrimiento de su hija, le asegura que se va a encargar de refundirlo en la cárcel. Gael le pide perdón a su hija por su ausencia. Consuelo le da una de las mejores noticias a su familia. Romeo, está dispuesto a colaborar en la red de tráfico de personas de Ramsés, ya que es el indicado para reclutar mujeres.                         |                                          |                                                              |                      |
| 67 | «Hasta nunca, Marena Ramos»              | 23 de mayo de 2023                                           | 4.1                  |
| Ana Julia se queja con su familia por no denunciar a Ramsés como traficante de personas. Consuelo y Cristóbal, al enterarse de que Itzel se define como no binaria, la apoyan. Leona se prepara para la operación contra Ramsés y Gael le pide que se cuide. Columba llega a su cita con Leona para conocer a las mujeres reclutadas, pero a Leona le preocupa que Ramsés no haya llegado. Gael confronta a Romeo sobre lo que le hizo a Kika. Leona, al ver que la vida de Flor corre peligro, apunta con un arma a Ramsés y revela que ella es Marena Ramos. Leona le asegura a Ramsés que no tiene escapatoria, él la abofetea y le dispara a Flor, Apolo y David entran a defenderla, pero son amenazados. Apolo le pide a Ramsés que se rinda, este toma como rehén a Leona y le dispara a Apolo. |                                          |                                                              |                      |
| 68 | «Un hombre bueno está muerto»            | 24 de mayo de 2023                                           | 3.6                  |
| Kika denuncia a Romeo por abusar de ella. Camila le asegura a Clara que ama a David, le aconseja que luche por su hijo. Calixto toma como rehenes a Ramsés y Columba. Clara descubre que Lola publica contenido para adultos. Apolo muere en los brazos de Josefa. Calixto al ver que tiene a Ramsés en sus manos, le dice que está considerando vender a Ana Julia. Leona se culpa a sí misma por la muerte de Apolo. Camila culpa a Leona por la muerte de su tío y la cuestiona sobre cómo piensa reparar el daño que le está causando a su madre. |                                          |                                                              |                      |
| 69 | «Olvidarán lo que es tener paz»          | 25 de mayo de 2023                                           | 3.1                  |
| Josefa culpa a Leona por la muerte de Apolo, se disculpa por lo sucedido. Kika le ruega a Ana Julia que regrese a casa. Josefa reúne a toda la familia para despedirse de Apolo, Ramsés aprovecha el momento para enviar un video y hacer evidentes sus amenazas. Lola acepta irse con Calixto a pesar de las súplicas de Clara y Benjamín. Silvano le pide una oportunidad a Flor, pero ella le asegura que no puede haber nada más que amistad por el bien de su hija. Ana Julia le hace saber a Josefa que se enfrentará a Ramsés, pero Josefa se lo prohíbe. Romeo da a conocer que Lola vende su cuerpo y es una estrella virtual. Camila le dice a David que está divorciada y lo besa. Josefa recibe una llamada de Ramsés. |                                          |                                                              |                      |
| 70 | «Tu vida está en mis manos»              | 26 de mayo de 2023                                           | 3.6                  |
| David le asegura a Camila que está dispuesto a darle una oportunidad a su relación. Kika se disculpa con Ana Julia por lo mal que se ha portado con ella. Camila intenta poner celosa a Leona tomando la mano de David y le pide que no le robe su lugar como hija de Josefa. David le propone a Gael aliarse con él para acabar con Ramsés. Ramsés le asegura a Josefa que le dolió su traición, ella le reprocha su indiferencia e infidelidad. Lola se despide de su familia. Josefa comienza a sentirse mal mientras está con Ramsés, él le revela que le provocó una reacción química, ella cae en sus brazos y muere, él le pide perdón. Leona le revela a Kika que ella es Marena Ramos, el gran amor de su padre. |                                          |                                                              |                      |
| 71 | «Pagar con la misma moneda»              | 29 de mayo de 2023                                           | 3.8                  |
| Ramsés contacta a Leona y amenaza con hacerle daño a Josefa si se niega a devolverle todo el dinero que le quitó. Ana Julia promete que si su abuela regresa viva a la casa, se quedará con el apellido Torrenegro. Leona le devuelve la otra parte del dinero a Ramsés para que Josefa esté bien. Romeo intenta seducir a Columba. Josefa regresa a casa y le dice a Leona que no debió enfrentarse a Ramsés. Ana Julia le dice a su abuelo que es un ser despreciable y el amor que sentía por él se convirtió en odio, Ramsés le ruega que no lo rechace, ella le pide que se entregue a las autoridades. Columba abofetea a Romeo cuando se entera de que siempre vio a Kika como un segundo violín y lo golpea. Ana Julia le pide a Ramsés que se disculpe con Leona por destrozarle la vida. |                                          |                                                              |                      |
| 72 | «¿Te volverías a casar conmigo?»         | 30 de mayo de 2023                                           | 3.7                  |
| Ana Julia regresa a casa y les revela a Leona y Gael que se reunió con Ramsés. Silvano le explica a Lily lo que es ser una drag queen . Itzel le dice a Benjamín que está dispuesta a estar con él por primera vez. Ana Julia finalmente acepta a Leona como su mamá. Columba comienza a sangrar y teme perder a su bebé. Ana Julia y Kika con la ayuda de sus compañeros protestan en la escuela para exponer el abuso de Romeo. Gael sorprende a Leona con un romántico desayuno. Kika se disculpa con Itzel y Teo por haberlos juzgado sin darse la oportunidad de conocerlos. Romeo es expulsado de la escuela por el crimen que cometió. Ramsés se entera de que su médico se vendió a Calixto. Gael le pide a Leona que se vuelva a casar con él. Lola se prepara para someterse a su cirugía estética. Columba se entera de que su embarazo es de alto riesgo. |                                          |                                                              |                      |
| 73 | «Amar a dos hombres al mismo tiempo»     | 31 de mayo de 2023                                           | 3.7                  |
| Ramsés sospecha que el hijo que espera Columba también puede ser de David, por lo que planea hacer una prueba de paternidad. Leona y Ana Julia enseñan a nadar a Benjamín. Para aliviar la tensión con Ramsés, Romeo le revela que su otro nieto es Benjamín. Lola se somete a una operación de mamas, pero el médico advierte a Calixto que es de alto riesgo. Leona le ruega a Ana Julia que le dé una segunda oportunidad a su papá. Benjamín le reprocha a Gael no haber defendido a su madre cuando ardía el hospital. Leona le confiesa a Consuelo que está confundida acerca de Gael y David. Ramsés le dice a Columba que vio en Ana Julia todo lo que esperaba de sus hijos y que cuando cruzó los ojos con su nieta, ella reflejó a su hermana cuando era niña. |                                          |                                                              |                      |
| 74 | «¿Quieres casarte conmigo?»              | 1 de junio de 2023                                           | 3.6                  |
| Ana Julia rompe a llorar al ver el video que Gael le dedicó, pero no está lista para perdonarlo. Leona evita que Camila se ahogue después de que decide meterse a la piscina. Columba le pide a David que guarde el secreto de que estaban juntos, de lo contrario su vida correría peligro. Gael confronta a Orlando y le dice que enviará a Romeo a la cárcel por lo que le hizo a Kika. Columba, sabiendo que Benjamín es nieto de Ramsés, le aconseja hacerle daño para hacerle daño a Leona. Gael le propone a Leona escaparse unos días a la playa, ella imagina un momento romántico con él. Lola logra salvar su vida. Ramsés se enfrenta a Benjamín y le asegura que es un verdadero Torrenegro, Benjamín lo rechaza y deja en evidencia el odio que siente por él. Camila sorprende a David al proponerle matrimonio. |                                          |                                                              |                      |
| 75 | «Escogiste el camino del dolor»          | 2 de junio de 2023                                           | 3.4                  |
| Itzel defiende a Benjamín de Ramsés, intenta exponerlo en las redes sociales, pero él logra escapar. Leona prepara el vestido para la fiesta de Ana Julia, y cuando se lo da, Ana Julia llama a su mamá por primera vez. David se disculpa con Camila y cancela su compromiso con ella. Gael está devastado al enterarse del rechazo de Ana Julia. Gael le da a Leona un cuadro de su familia. David le revela a Leona que canceló su compromiso con Camila. Ana Julia le pide a Gael que se quede en su fiesta de cumpleaños y logra perdonarlo, pero llega un escuadrón armado para arruinar el momento familiar. |                                          |                                                              |                      |
| 76 | «No me importa morir por mi hija»        | 5 de junio de 2023                                           | 3.7                  |
| Calixto, le dispara a Gael para poder llevarse a Ana Julia de su fiesta, Ramsés se entera de lo sucedido con su nieta y quiere la cabeza de Calixto, pero él le hace una llamada para amenazarlo con hacerle daño a su nieta. Lola enfrenta a Calixto al saber lo que le está haciendo a Ana Julia, él la amenaza con volverse su enemigo. Leona graba un video para que la ayuden a localizar a su hija y le envía un mensaje a Ramsés. Columba se venga de Leona al enviarle un regalo a Benja, la cual, pone su vida en peligro y Romeo vuelve a tener en sus manos a Ana Julia. Ramsés se siente traicionado por Columba, por lo que le pone un alto, ella comienza a sangrar y el médico le confirma que perdió a su bebé. Calixto se comunica con Camila y le pide que entregue a Leona a cambio de Ana Julia. Leona rompe en llanto al asegurar que solo ha traído desgracias en la vida de sus hijos. Gael confirma que fue Columba quien le envió el regalo a Benja, y Orlando lleva a Ana Julia a su casa donde se encuentra con una chica que es buscada por sus familiares.                                                                   |                                          |                                                              |                      |
| 77 | «Un beso de despedida»                   | 6 de junio de 2023                                           | 3.8                  |
| Leona al saber que Calixto vendió a su hija le dispara, Ramsés lo tortura, pero al sentir que Leona no confía en él, la amenaza. Flor detiene a Jeremías y le confiesa el paradero de Ana Julia. Benja se entera de que perdió la visión de su ojo derecho, sufre una crisis, pero toda la familia trata de calmarlo. Dafne defiende a Ana Julia de la maldad de Romeo y al intentar escapar son descubiertas por Orlando. Gael le pide a Benja que le dé una oportunidad como padre. Lola se arrepiente de sus malas decisiones y Ramsés acaba con la vida de Orlando. Ramsés busca hacer sufrir a Calixto por lo que le hizo a Camila y a su nieta Ana Julia. Jacinta se entera de que Lola fue detenida por ser cómplice de un delincuente. Ana Julia y Kika se enteran del final de Orlando y Romeo. Leona le confiesa a Gael que ya lo perdonó, pero no logra olvidar que gracias a su silencio, muchas mujeres fueron víctimas del negocio de su padre y decide terminar su relación. |                                          |                                                              |                      |
| 78 | «Queda arrestado señor Torrenegro»       | 7 de junio de 2023                                           | 3.8                  |
| Gael le informa a su familia que planea entregarse a las autoridades por ser cómplice de Ramsés, Leona le pide que recapacite. Lola le pide perdón a a su mamá por todo el daño que le ocasionó, Calixto al despertar descubre que perdió todas sus extremidades, Ramsés le asegura que fue por haberse metido con su familia. Lola llora desconsoladamente al saber que permanecerá encarcelada por muchos años. Ana Julia, le asegura a Gael que le rompió el corazón al conocer su decisión, pero lo sorprende al decirle “papá” por primera vez. Gael se despide de su familia y se entrega a las autoridades, Ramsés se entera de la decisión de su hijo y lo maldice. Columba amenaza a Leona con un arma y le asegura que su final ha llegado, Gael es trasladado al reclusorio. |                                          |                                                              |                      |
| 79 | «¡Sean felices!»                         | 8 de junio de 2023                                           | 3.8                  |
| Leona, aprovecha un descuido de Columba para contraatacarla, ella logra escapar cuando la policía detiene a su enemiga. Ramsés cachetea a Columba al conocer su traición y Gael es golpeado en la cárcel por ser hijo de un criminal. Ramsés le pide a Columba que le demuestre su lealtad matando a Calixto. Benja rompe en llanto al reunirse otra vez con su familia, y Columba le pide a su gran amor que le permita comunicarse con sus hijos, pidiéndoles perdón y les jura que los va amar por siempre. Gael le suplica a Leona que se dé una segunda oportunidad con David, y Ramsés acaba con la vida de su amante al quemarla en una cama de bronceado. Leona prepara junto a sus hijos los famosos pescados de Puerto Palma. Gael le pide a David que luche por el amor de Leona y que la haga feliz. Camila le pide perdón a Leona y le asegura que nunca pensó en quitarle el amor de su hija. Benja perdona a su Gael y lo llama por primera vez “papá”. |                                          |                                                              |                      |
| 80 | «No necesito un hombre para ser feliz»   | 9 de junio de 2023 (original)11 de junio de 2023 (extendido) | 4.01.9               |
| Jeremías es golpeado en la cárcel y Gael sale en su defensa. Doña Clara le pide perdón a Leona por haberla juzgado y Benja recibe la noticia de que tiene un donante de córnea. Leona acepta formar una familia con David, Gael se entera de la noticia y le asegura que ella merece ser plena y tras una exitosa cirugía, Benja recupera la visión y Ramsés manda a matar a su hijo Gael. Leona llega a la iglesia dispuesta a casarse con David, pero recibe un mensaje que la hace cambiar de decisión y renuncia a él, Gael sorprende a todos al impedir la boda. Gael se enfrenta a golpes con su papá, Leona y David logran poner a salvo a las jóvenes que estaban a punto de ser vendidas y Gael le pide a Leona que atrape a Ramsés. Leona le dispara a Ramsés y le jura que va a pagar por haber acabado con su familia, él termina en un hospital desahuciado. Leona se reúne con David y Gael para agradecerles su amor y les asegura que quiere comenzar una nueva vida. |                                          |                                                              |                      |

Nota
1. ↑  Este episodio se pre-estrenó el 17 de febrero de 2023 a través de Vix, la página, app y redes sociales oficiales —incluido el canal de Youtube y cuenta oficial de Facebook— de Las Estrellas.[18]

## Producción

### Desarrollo
En julio de 2022, el productor Juan Osorio anunció el inicio de la preproducción de su siguiente proyecto, cuyo título provisional fue Amor imposible. El 13 de octubre de 2022, se anunció que la telenovela llevará como título oficial El amor invencible, siendo una adaptación de Mar Salgado, telenovela producida por SIC y SP Televisão. La producción de la telenovela inició rodaje el 7 de noviembre de 2022. La telenovela tiene contemplado 70 episodios a producir para su emisión.

### Selección del reparto
En agosto de 2022, fue confirmada la actriz Anette Michel como miembro del reparto. El 22 de septiembre de 2022, se anunció la adición de Leticia Calderón al equipo de reparto. El 7 de octubre de 2022, Angelique Boyer y Danilo Carrera son anunciados para los personajes titulares de la telenovela. El 14 de octubre de 2022, Guillermo García Cantú, Luz María Jerez, Marjorie de Sousa y Daniel Elbittar se unieron al reparto como miembros de los roles principales. El 24 de octubre de 2022, Marlene Favela se unió al reparto como una de las villanas principales de la producción. El 27 de octubre de 2022, se anunció la salida prematura de la producción de las actrices Marjorie de Sousa y Anette Michel. Michel explicó que su motivo de la salida de la producción fue a causa de no terminar de filmar una película en tiempo y forma, mientas que De Souza se retiró porque aún no había terminado el rodaje de la telenovela de época El Conde: Amor y honor.

## Audiencias
La telenovela se estrenó en México a través de Las Estrellas el 20 de febrero de 2023, con una audiencia inicial de 3.9 millones de espectadores (+P4) y un alcance de 11.4 millones de espectadores, superando así a Exatlón México, reality show de competencias deportivas de TV Azteca.
| Temporada | Horario (CT)                     | Episodios | Primera emisión       | Primera emisión      | Última emisión     | Última emisión       | Prom. de espectadores (millones) |
| Temporada | Horario (CT)                     | Episodios | Fecha                 | Audiencia (millones) | Fecha              | Audiencia (millones) | Prom. de espectadores (millones) |
| --------- | -------------------------------- | --------- | --------------------- | -------------------- | ------------------ | -------------------- | -------------------------------- |
| 1         | Lunes a viernes 21:30 - 22:30 h. | 80        | 20 de febrero de 2023 | 3.9                  | 9 de junio de 2023 | 4.0                  | 3.5                              |

## Premios y nominaciones

### Premios PRODU 2023
| Categoría                                        | Nominados       | Resultados |
| ------------------------------------------------ | --------------- | ---------- |
| Mejor actor de reparto - Superserie y telenovela | Víctor González | Pendiente  |